# A.B.C-Z 5Stars 5Years Tour
『A.B.C-Z 5Stars 5Years Tour』（エー.ビー.シー-ズィー ファイブスターズ ファイブイヤーズ ツアー）は、2018年2月7日にポニー・キャニオンから発売したA.B.C-Zの9枚目の舞台・コンサート作品。
本作はデビュー5周年の記念コンサートツアー、同時にもグループ初単独横浜アリーナ・最終公演の映像化作品。コンサートは花道を星に見立てたり、ソロコーナーも今まで以上に個性が爆発したりと見どころ盛りだくさんとなっており、巨大星型ステージ「5スターシップ」に乗って最大地上18m、傾斜30度でのパフォーマンスシーン満載。
同コンサートの監修はメンバーの戸塚祥太が務めている。
また、初回限定盤には『Summer Paradise 2017』内で行ったメンバー・橋本のソロ公演を収録。
初回限定盤(Blu-ray Disc 3枚組)、初回限定盤(DVD 3枚組)と通常盤(Blu-ray Disc 2枚組)、通常盤(DVD 2枚組)の4形態リリース。

## 収録内容

### Disc.1
収録内容は初回・通常共に同じである。 
A.B.C-Z 5Stars 5Years Tour 横浜アリーナコンサート映像(2017年8月9日収録) 
1. Overture
2. Reboot!!!
3. Take a "5" Train
4. ずっとLOVE
5. Walking on Clouds
6. ～パルクール＆トランポリンコーナー～ 
  - SPACE TRAVELERS 
  - 5 Rings 
  - In The Name Of Love～誓い 
  -  SPACE TRAVELERS
7. YOU ARE A FLYER
8. Dolphin（戸塚祥太ソロ）
9. OTAGAI☆SUMMER！（河合郁人ソロ）
10. Endless Summer Magic
11. Summer上々!!
12. アツあつ!?夏フェス☆!!（塚田僚一コーナー）
13. Delicious（塚田僚一コーナー）
14. Moonlight walker
15. MC
16. CALL（唄：Love-tune（ジャニーズJr.））
17. Glory Days
18. Lily-White（feat.ふぉ〜ゆ〜）
19. Whippy
20. Fantastic Ride
21. 今日もグッジョブ!!!
22. Mr.Dream（五関晃一ソロ）
23. Fire in Love
24. 花言葉
25. Love To Love You（橋本良亮ソロ）
26. ドキナツ2017
27. テレパシーOne！ Two！
28. A.B.C-Z LOVE
29. Finally Over
30. 僕らのこたえ～Here We Go～
31. Za ABC〜5stars〜
32. Attraction！
33. Shower Gate
34. Revolution
35. サポーターズ！
36. Twinkle Twinkle A.B.C-Z

### Disc.2

#### 初回限定盤
特典映像:マルチアングル（各メンバーソロアングル）
- Moonlight walker
- Fire in Love
- テレパシーOne！ Two！

#### 通常盤
Document Movie of A.B.C-Z 5Stars 5Years Tour(約125分収録)
※大阪から始まったツアーの全都市の裏側を追ったドキュメンタリー。ホールコンサート全会場のMCもダイジェスト的に収録された大ボリューム映像。

### Disc.3（初回限定盤のみ）
Johnnys' Summer Paradise 2017 橋本良亮公演｢橋本ソロ充観とく？～りょうちゃんとぱ☆り☆ぴ☆～｣(約103分収録)
1. Overture
2. Crazy about you
3. Lily-White
4. Moonlight walker
5. 砂のグラス
6. Stay with me♡
7. hazy love
8. キ･ス･ウ･マ･イ ～KISS YOUR MIND～（Kis-My-Ft2の曲）
9. Dancing Star（Kis-My-Ft2の曲）
10. SEVEN COLORS（NEWSの曲）
11. 言葉より大切なもの（嵐の曲）
12. 秘密の愛
13. Fantastic Ride
14. テレパシーOne！ Two！
15. MC
16. リリック（TOKIOの曲）
17. One by One
18. Finally Over
19. 恋
20. All My Everything
21. Whippy
22. MC
23. 愛されるより 愛したい（KinKi Kidsの曲）
24. SOLITARY（堂本光一（KinKi Kids）の曲）
25. ぱりぴコーナー
26. Fire in Love
27. Endless Summer Magic
28. ドキナツ2017
29. 花言葉
30. Love To Love You
31. Reboot!!!
32. ずっとLOVE